# Fábulas invernales
Fábulas invernales es la undécima novela del escritor argentino de ciencia ficción Carlos Gardini, y publicada en el 2004 por editorial Minotauro, por ser finalista en el concurso Premio Minotauro. La novela puede clasificarse entre dos géneros: género fantástico y la ciencia ficción, y está protagonizada por Jonás Angélico, un Observador de Artes y Menesteres de la ciudad ficticia de Focaris.

## Estructura
La novela está estructurada en veinte capítulos y una coda, a modo de epílogo de la novela. Si bien el cuerpo principal de la obra está narrado en la perspectiva de una primera persona protagonista, a partir del capítulo siete, alternan cuatro narraciones en tercera persona omnisciente (capítulos 7, 9, 11 y 13) con la narración usual en primera persona. Cada una de estas narraciones en tercera persona funciona en forma independiente del resto de la novela, como cuentos o fábulas (de ahí el nombre del libro), si bien cobran nuevo significado en conjunto con el resto del libro. Las tres primeras historias están narradas por el mismo Jonás Angélico frente al Nosotros y el pueblo de Bellamar, como cuentos y fábulas sobre sus propias y extrañas experiencias como Observador del Cónclave, y la última de ellas está relatada por Tarim como regalo de despedida a Jonás.

## Sinopsis
Jonás Angélico es un Observador de Artes y Menesteres, un funcionario y portavoz del Sínodo, el gobierno del Cónclave sobre Focaris y sus colonias. Una de sus principales funciones es mantener la Concordancia: el orden de distintos conciertos y culturas bajo el control del Cónclave de Focaris, pero también es presentar el tributo al Pentácrata, semidiós y figura clave en la prevalencia del Cónclave, ya que éste otorga las Dádivas: el control de las mantícoras, los fogariles y la música defensiva, que mantienen a los seres humanos a salvo de los lamires de Amberlac, así como de sus propios impulsos. El mantra del cónclave es un poema muy significativo en el idioma focarí, pero que pierde fuerza en otros lenguajes:

«El cóncavo clamor

del cónclave convexo

convoca a concordar

conciertos concoideos»

Como portavoz de la Concordia, Jonás tiene éxito en numerosas misiones, pero sin embargo, falla en su entrega del tributo al Pentácrata, resultando exiliado de Focaris a la isla de Bellamar, habitada por un poblado de pescadores. Allí, siente el desgarro de su separación de la ciudad, así como también la "corrupción" de su lenguaje y su paulatino reemplazo por el belmarino, un lenguaje más suave y cansino.

En Bellamar, Jonás conoce a Bruno el Huérfano, a quien le cuenta fragmentos de su historia, que éste repite frente al Nosotros, el gobierno de la isla, y a Tarim, quien le recuerda a alguien y le insiste en que relate sus historias frente al pueblo, a modo de fábulas, ya que éstos están hartos de oír siempre las mismas.

Como modo de redención, Jonás cuenta sus historias en tercera persona, cambiando su nativo focarí por el narrativo belmarino. Cuenta tres historias, que lo preparan para someterse a una prueba que lo enfrentará con su destino y con el Pentácrata.

### Las fábulas invernales
- Capítulo 7: Lances, trances y Percances. La primera de las historias es la de las intrigas palaciegas en Maracaldo, una ciudad histriónica y teatral con muy poco espíritu de innovación: Allí conoce al Subhipócrita Trimarco, hijo del gobernante (el Gran Hipócrita Lucrecio), quien le cuenta que su padre ha sacrificado a su hermano a los lamires con la intención de sellar un pacto y convertirse en un aljarlac, un libro de profecías viviente lamir, apoyando la destrucción de Focaris. Para confirmar la historia, Trimarco muestra a Libro/de/Milagros, un aljarlac de Amberlac, y uno de los lamires más poderosos de la casta nobiliaria, a quien asesinan para sellar la alianza entre Maracaldo y Focaris.
- Capítulo 9: Fragmentos de Dios entre Gatos Danzantes. Esta historia transcurre en Jamasa, un grupo de islas supuestamente nacidas de los fragmentos de un dios, donde gobierna la Virginátrix, una igniforme inmortal y virgen con un libro sagrado impreso en su espalda. Allí, el Observador rescata a la Virginátrix de su destino inmortal, casándose con ella y desvirgándola para llevarla a Focaris.
- Capítulo 11: Música coral. Allí, el Observador conoce al Lacardo, el monstruoso director de la Escuela de Música, un antiguo esclavo que ha sido sujeto a las artes del carnífice y que ha desarrollado un poder psíquico muy potente similar a la música defensiva de Focaris. El observador convence al Lacardo de recibir la protección del Cónclave, y mudar su escuela a Focaris.
- Capítulo 13: El Circo de las Luces: esta historia no es relatada por Jonás, sino por Tarim, luego de que Jonás se sometiera al Carnífice por instrucción de la Roca parlante y el Nosotros, para ser desterrado de Bellamar. La historia cuenta acerca de una mujer llamada Sara, muy soñadora, que conoce el Circo de las Luces, donde su director, el Domador, la transforma en una mariposa humana, la viola, y la somete al Circo. Sara finalmente mata al domador, pero queda atada al Circo ya que su familia y su antiguo amante no la aceptan.

## Personajes
- Jonás Angélico: Protagonista de la novela, un Observador exiliado de Focaris a la isla de Bellamar.
- Tarim: Hija de un antiguo Observador exiliado, se ha sometido a la voluntad del Nosotros en Bellamar, y sirve a Jonás para que éste pueda escribir y luego narrar sus fábulas al pueblo.
- Herminia Solar: Una actriz del Teatro Fantasma en Focaris, y el principal interés amoroso del Observador cuando estaba en esa ciudad.
- El Pentácrata: un semidiós, héroe legendario fundador de Focaris, y un igniforme que reside en la Montaña Arbórea. A su vez, el principal antagonista de la novela. Tiene su conciencia dividida en cinco cuerpos.
- El Lacardo: un igniforme psíquico, con un poder musical semejante a la música defensiva pero mucho más agresivo.
- La Virginátrix: Gobernante de Jamasa, sacerdotisa del Dios Despedazado, igniforme e inmortal.
- Trimarco: Antiguo subhipócrita de Maracaldo, y en el tiempo de la novela Gran Hipócrita residente en Focaris. Detesta a los lamires, y derroca a su padre por considerarlo peligroso y por su propia ambición.
- Fraternus: Adyutor igniforme, obtuso y poderoso, que es un clon servil de Jonás. Muere en Bellamar como parte del rito del exilio.